# Kalendarium historii Austrii

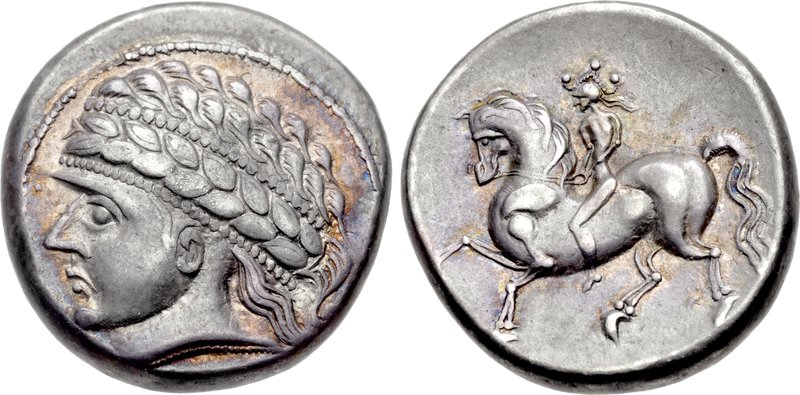
Moneta z Noricum z drugiego wieku p.n.e

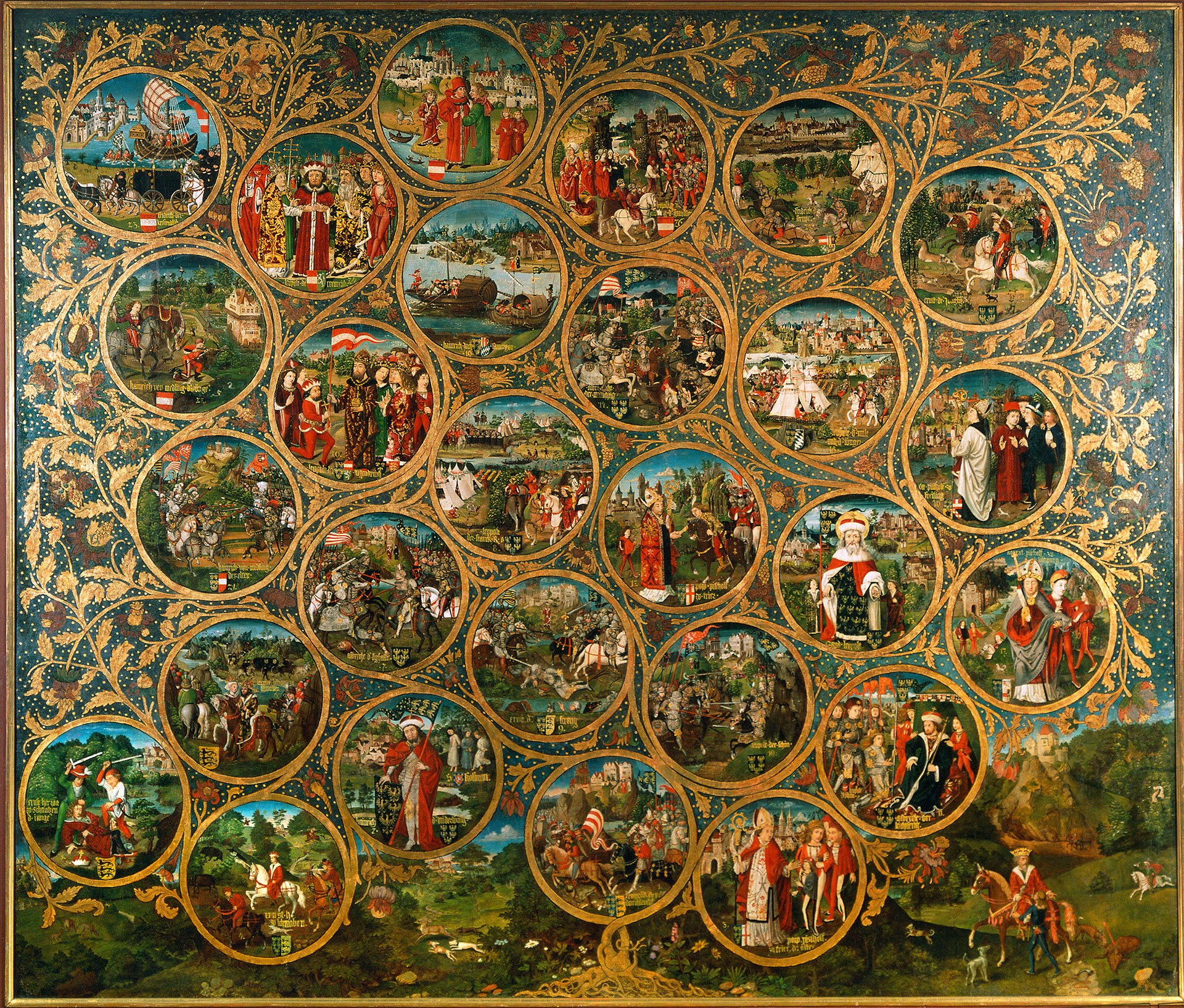
Tryptyk z XV wieku przedstawiający genealogię Babenbergów

Herb pierwszych Habsburgów

Obraz Jana Matejki przedstawiający bitwę pod Wiedniem w 1683 roku

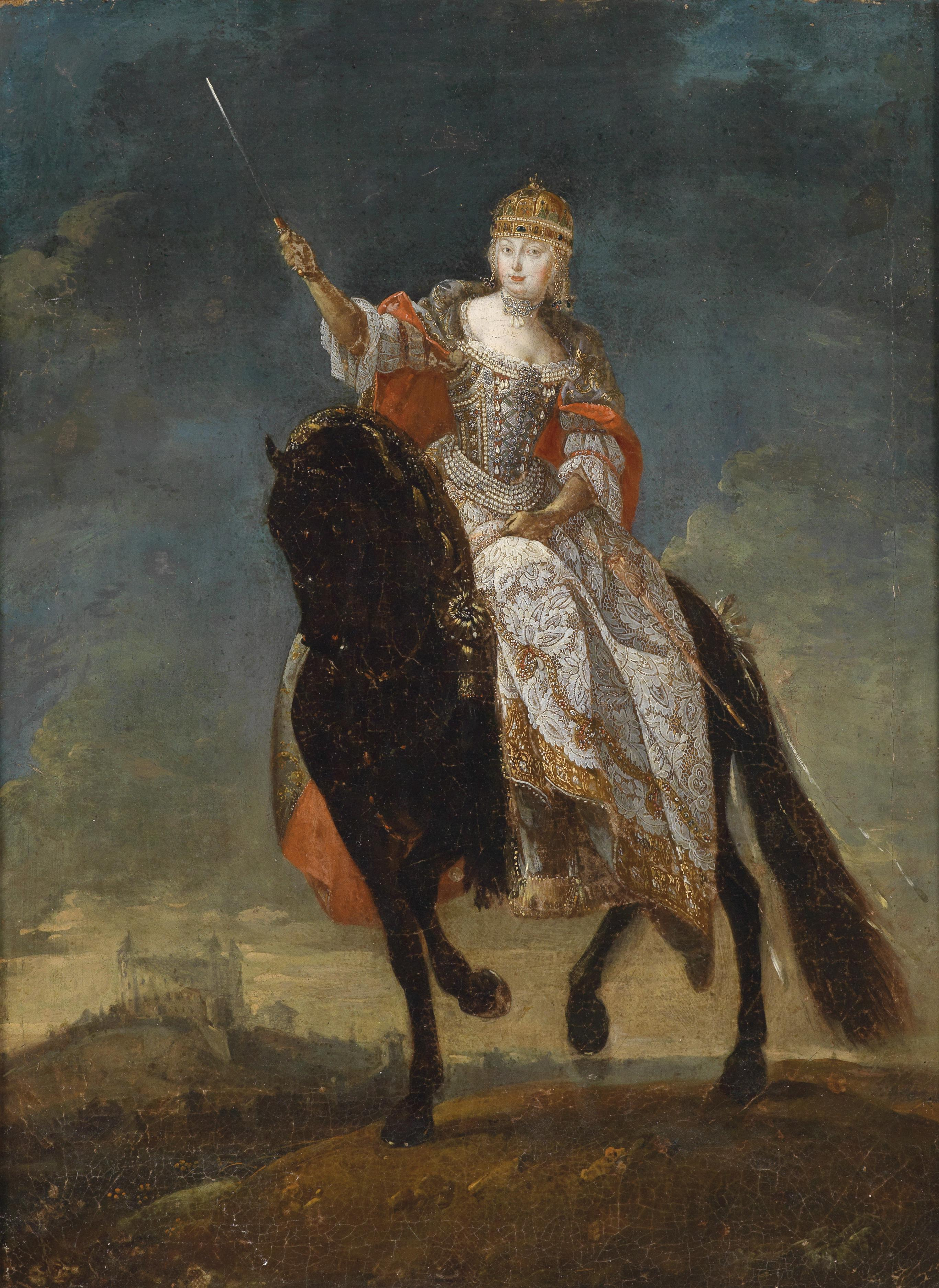
Maria Teresa

Karykatura przedstawiająca kongres wiedeński

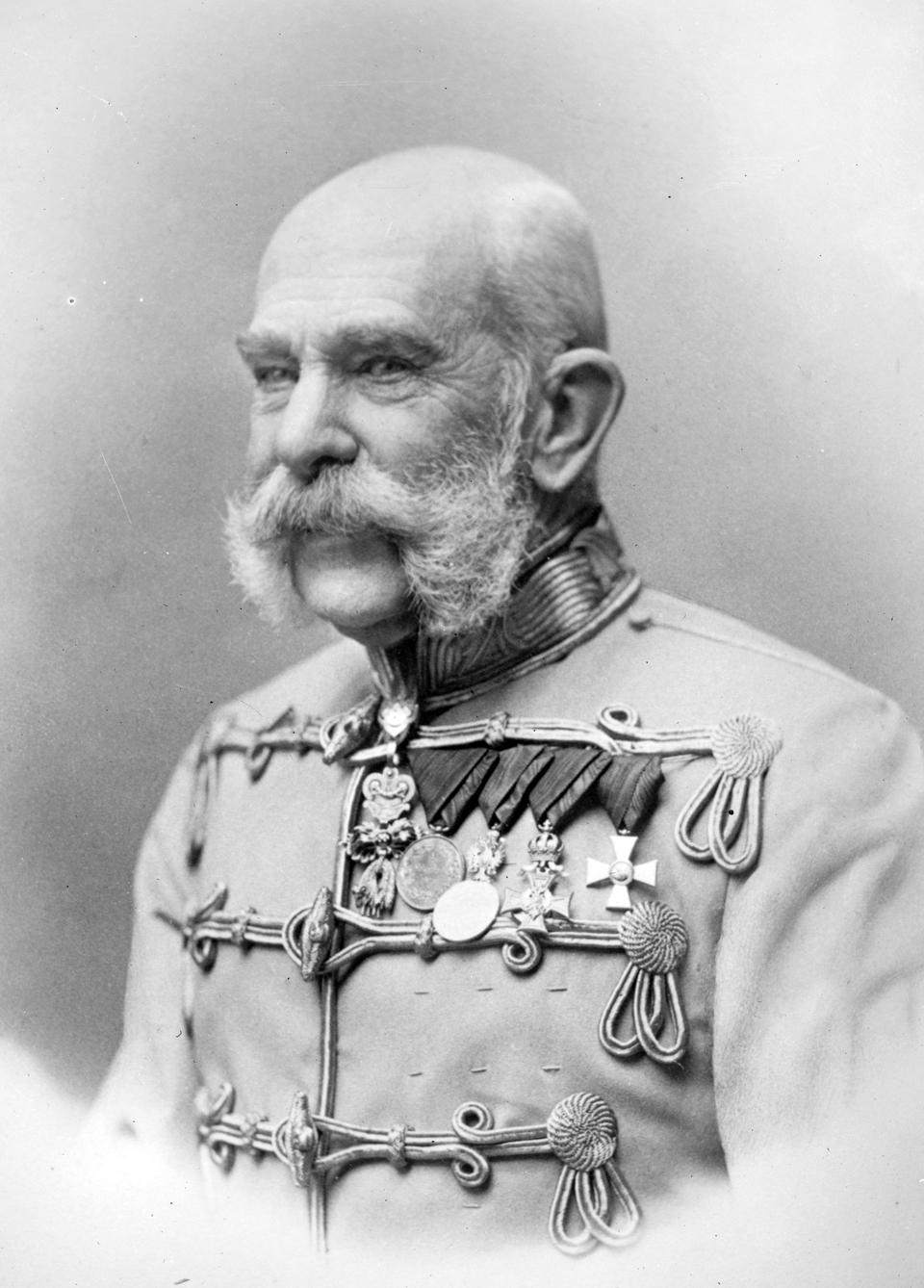
Franciszek Józef

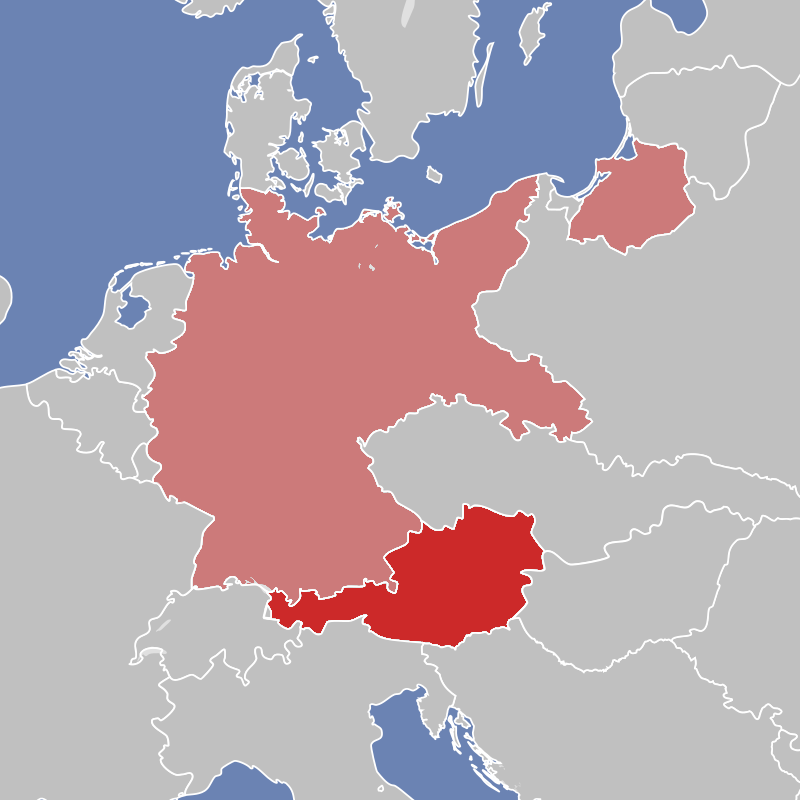
Anschluss

Kalendarium historii Austrii – uporządkowany chronologicznie, począwszy od czasów najdawniejszych aż do współczesności, wykaz dat i wydarzeń z historii Austrii.

## Czasy najdawniejsze
- VIII w. p.n.e. – początek rozwoju kultury epoki żelaza (zapoczątkowanego prawdopodobnie przez przybyszów pochodzenia iliryjskiego) na ziemiach należących obecnie do Austrii[1]
- VII w. p.n.e. – zajęcie ziem przez Scytów[1]
- IV w. p.n.e. – tereny obecnej Austrii zajęli Celtowie, którzy stworzyli pierwsze organizacje państwowe (m.in. Recja i Noricum)[1]
- I w. p.n.e. – Recja i Noricum znalazły się pod panowaniem rzymskim[1]
- I w. n.e. – utworzone zostały prowincje Recja i Noricum[1]

## Średniowiecze
- VI–VIII w. – osadnictwo słowiańskie i bawarskie[1]
- początek IX w. – Karol Wielki utworzył Marchię Naddunajską na terenach obecnej Austrii[1]
- 976–1246 – okres władania Babenbergów nad Marchią[1]
- 1156 – do Austrii przyłączono Styrię[1]
- 1156 – Austria stała się dziedzicznym księstwem Rzeszy[2]
- 1251–1276 – okres władania Czechów nad Austrią[1]
- 1282 – początek panowania dynastii Habsburgów[1]

## Panowanie Habsburgów
- 1335 – do Austrii przyłączono Karyntię i Krainę[1]
- 1363 – do Austrii przyłączono Tyrol[1]
- 1368 – do Austrii przyłączono Bryzgowię[1]
- 1382 – do Austrii przyłączono Triest[1]
- XV w. – początek najazdów tureckich na Austrię[1]
- 1526 – Habsburgowie objęli swoim panowaniem Czechy, zachodnie Węgry i Śląsk[1]
- 12 września 1683 – wojska polsko-austriacko-niemieckie pod dowództwem króla Jana III Sobieskiego pokonały oblegającą Wiedeń armię imperium osmańskiego dowodzoną przez wezyra Kara Mustafę
- 1686–1688 – okres panowania Habsburgów nad Węgrami[1]
- 1713 – w obliczu rychłego wygaśnięcia męskiej linii Habsburgów uchwalono sankcję pragmatyczną (przewidująca dziedziczenie całości monarchii przez córkę Karola VI, Marię Teresę)[1]
- 1714–1797 – okres panowania Habsburgów nad Belgią[1]
- 16 grudnia 1740 – wybuch wojny o sukcesję
- 1740 – początek panowania Marii Teresy
- 18 października 1748 – zakończenie wojny o sukcesję. W wyniku wojny Austria straciła Śląsk na rzecz Prus
- 1772 – Austria wzięła udział w I rozbiorze Polski
- 1775 – Austria zdobyła Bukowinę[1]
- 29 listopada 1780 – zmarła Maria Teresa, ostatnia władczyni z rodu Habsburgów[3]
- II poł. XVIII w. – przeprowadzono pierwsze reformy w duchu centralizmu i „oświeconego absolutyzmu”

## Lata 1780–1868
- 1795 – Austria wzięła udział w III rozbiorze Polski
- 1804 – Franciszek II przyjął zawczasu tytuł cesarza austriackiego (jako Franciszek I) – powstanie Cesarstwa Austriackiego[2][1]
- 1806 – Franciszek I zrzekł się godności cesarza rzymskiego pod presją Napoleona Bonaparte[1]
- 1809 – w wyniku wojny z Napoleonem Bonaparte Austria utraciła ziemie zagarnięte w III rozbiorze Polski[1]
- 1809–1813 – okres nierównoprawnego sojuszu z Francją[1]
- 1815 – w wyniku kongresu wiedeńskiego Austria odzyskała ziemie zagarnięte w III rozbiorze Polski i ponownie uzyskała status mocarstwa[1]
- 15 marca 1848 – wybuchło powstanie węgierskie, które zagroziło podstawom państwa[1][4]
- 1859 – Austria utraciła północne Włochy[2]
- 1867–1868 – Austria przekształciła się w dualistyczną monarchię Austro-Węgier[1]

## Austro-Węgry
- 1907 – przyjęto demokratyczną ordynację wyborczą[1]
- 28 czerwca 1914 – w Sarajewie zamordowano następcę tronu austro-węgierskiego arcyksięcia Franciszka Ferdynanda[5]
- 28 lipca 1914 – Austro-Węgry wypowiedziały wojnę Serbii; wybuch I wojny światowej[5]
- 6 sierpnia 1914 – Austro-Węgry wypowiedziały wojnę Rosji[5]
- 25 maja 1915 – Włochy wypowiedziały wojnę Austro-Węgrom[5]
- 10 września 1918 – Austro-Węgry podpisały traktat pokojowy w Saint-Germain-en-Laye, tocząc nadal wojnę z Włochami[5]
- 3 listopada 1918 – Austro-Węgry ogłosiły kapitulację, kończąc w ten sposób wojnę z Włochami[5]
- 1918 – proklamowano republikę, rozwiązano Austro-Węgry[2]
- 1918–1932 – okres pogrążania się Austro-Węgier (a następnie Austrii) w kryzysie gospodarczym[1]

## Lata 1919–1945
- 10 września 1919 – w wyniku traktatu w Saint-Germain-en-Laye ograniczono obszar Austrii do rdzennych ziem dawnego księstwa (ok. 12% powierzchni Austro-Węgier), ograniczono liczebność jej armii, zabroniono połączenia z Niemcami (Anschluss)[1][2]
- 1920 – uchwalono nową demokratyczną konstytucję[1]
- 1933–1934 – rozwiązano partie lewicowe[1]
- 1938 – włączenie Austrii do III Rzeszy (poparte w plebiscycie przez większość Austriaków), tzw. Anschluss[1]
- 1938 – powstał obóz koncentracyjny Mauthausen, położony 15 km od Linzu[6]
- 1939 – powstał obóz koncentracyjny Gusen[6]
- 1940 – obozy koncentracyjne w Mauthausen i Gusen połączono w jeden obiekt (obóz koncentracyjny Mauthausen-Gusen)[6]
- 1943 – uchwalono deklarację moskiewską, dzięki której miał się dokonać podział Austrii na 4 strefy okupacyjne i przywrócenie republiki demokratycznej[1]
- 1945 – w wyniku rozpadu III Rzeszy Austria odzyskała niepodległość; kraj podzielono na 4 strefy okupacyjne (amerykańską, brytyjską, francuską i radziecką)[2]

## Czasy najnowsze
- 1945–1966 – okres władzy rządów koalicyjnych chadeków i socjaldemokratów[1]
- 1946 – uchwalono pierwszą ustawę denazyfikacyjną[1]
- 1947 – uchwalono drugą ustawę denazyfikacyjną[1]
- 1948 – ogłoszono amnestię wobec austriackich nazistów[1]
- 1948 – Austria przystąpiła do planu Marshalla[1]
- 1952 – początek szybkiego rozwoju gospodarczego Austrii, w którym szczególną rolę odgrywał tzw. Sozialpartnerschaft (mechanizm współdecydowania związków pracowników i pracodawców)[1]
- październik 1955 – parlament uchwalił ustawę o wieczystej neutralności Austrii[1]
- 1955 – podpisany traktat państwowy przywrócił Austrii pełną suwerenność[1]
- 1955 – Austria została członkiem ONZ[1]
- 1960–1995 – okres przynależności Austrii do EFTA[1]
- 1966–1970 – okres samodzielnej władzy chadeków[1]
- 1969 – w wyniku umowy uregulowano spór z Włochami o Tyrol Południowy[1]
- 1970–1983 – okres samodzielnej władzy socjaldemokratów[1]
- 1987–1999 – okres rządów koalicji socjaldemokratów i chadeków[1]
- 1995 – Austria została członkiem Unii Europejskiej[1]
- 2000–2006 – okres rządów chadeckiej koalicji[7]
- 2002 – Austria przyjęła walutę euro[1]
- 2007–2017 – okres rządów koalicji socjaldemokratów i ludowców[8]
- 2017–obecnie – okres rządów chadeków[8]
- 2019 – ujawnienie afery z Ibizy[9]
- 25 lutego 2020 – Austria notuje pierwsze przypadki zakażeń COVID-19[10]